# Jeannot Moes
Jeannot Moes (ur. 11 maja 1948) – piłkarz luksemburski grający na pozycji bramkarza. W swojej karierze rozegrał 55 meczów w reprezentacji Luksemburga.

## Kariera klubowa
Całą swoją karierę piłkarską Moes spędził w klubie Avenir Beggen. W 1967 roku zadebiutował w nim w lidze luksemburskiej i występował w nim do końca sezonu 1988/1989. Swoją karierę zakończył w wieku 41 lat. Wraz z Avenirem wywalczył cztery mistrzostwa Luksemburga w sezonach 1968/1969, 1981/1982, 1983/1984 i 1985/1986 oraz zdobył trzy Puchary Luksemburga w sezonach 1982/1983, 1983/1984 i 1986/1987.

## Kariera reprezentacyjna
W reprezentacji Luksemburga Moes zadebiutował 15 listopada 1970 roku w przegranym 0:5 meczu eliminacji do Euro 72 z Niemiecką Republiką Demokratyczną, rozegranym w Luksemburgu. W swojej karierze grał też w: eliminacjach do MŚ 1974, do Euro 76, do MŚ 1978, do Euro 80, do MŚ 1982 i do Euro 84. Od 1970 do 1983 roku rozegrał w kadrze narodowej 55 meczów.